# Wolfgang Boetticher
Wolfgang Boetticher (ur. 19 sierpnia 1914 w Bad Ems, zm. 7 kwietnia 2002 w Getyndze) – niemiecki muzykolog.

## Życiorys
Studiował pod kierunkiem Arnolda Scheringa, Georga Schünemanna i Friedricha Blumego na Uniwersytecie Berlińskim, gdzie w 1939 roku uzyskał tytuł doktora na podstawie dysertacji Robert Schumann. Einführung in Persönlichkeit und Werk (wyd. Berlin 1941). Habilitację uzyskał w 1943 roku na podstawie pracy Studien zur solistischen Lautenpraxis des 16. und 17. Jahrhunderts (wyd. Berlin 1943). Od 1948 roku wykładał na uniwersytecie w Getyndze, w 1956 roku otrzymał tytuł profesora. Od 1958 roku prowadził także wykłady na Technische Universität w Clausthal-Zellerfeld. W 1960 roku wziął udział w I Międzynarodowym Kongresie Muzykologicznym w Warszawie, poświęconym twórczości Fryderyka Chopina.
W swojej pracy naukowej specjalizował się w muzyce renesansowej i XIX-wiecznej. Prowadził badania nad życiem i twórczością Roberta Schumanna i Orlanda di Lassa, temu drugiemu poświęcił wydaną w 1958 roku pierwszą w literaturze przedmiotu szczegółową monografię. Był redaktorem wydania utekstowego dzieł fortepianowych Schumanna (24 tomy, Monachium 1972–1996).

## Ważniejsze prace
(na podstawie materiałów źródłowych)
- Robert Schumann in seinen Schriften und Briefen (Berlin 1942)
- Orlando di Lasso un seine Zeit (2 tomy, Kassel–Bazylea 1958; nowe wyd. z suplementem 1998; tom 3 z indeksem 1999)
- Von Palestrina zu Bach (Stuttgart 1959; 2. wyd. poszerz. 1981)
- Dokumente und Briefe um Orlando di Lasso (Kassel 1960)
- Aus Orlando di Lasso Wirkungskreis, Neue archivalische Studien zur Münchener Musikgeschichte (Kassel–Bazylea 1963)
- Neue Forschungsergebnisse im Gebiet der musikalischen Renaissance (Getynga 1964)
- Robert Schumanns Klavierwerke: Entstehung, Urtext, Gestalt: Untersuchungen anhand unveröffentlicher Skizzen und biographischer Dokumente (Wilhelmshaven 1976)
- Die Familienkassette Schumanns in Dresden: Unbekannte Briefe an Robert und Clara Schumann (Lipsk 1979; 2. wyd. 1982)
- Einführung in die musikalische Romantik (Wilhelmshaven 1983)
- Geschichte der Motette (Darmstadt 1989; nowe wyd. Wilhelmshaven 2000)